# Fideus xinesos
Els fideus xinesos són un tipus de pasta bàsica en forma de fil, és a dir, molt prima i llarga, més llarga que els espaguetis italians. Normalment els fideus estan fets amb farina de blat o d'arròs (en aquest cas són més transparents), aigua i sal, però es poden fer amb altres tipus de farina. Com a pasta seca, els fideus es venen en bosses transparents. Venen ja partits en mesures d'entre 1 i 2,5 cm segons el gruix.

## Noms
Tot i que la paraula "fideu" prové de l'àrab, els fideus es varen originar a la Xina. Sembla que els primers fideus es varen elaborar vers el 2000 aC, però a causa de la gran varietat d'idiomes i de dialectes a la Xina, no hi ha un sol nom per la paraula "fideu" en xinès. El nom miàn ((xinès) 麵 o 面, transliterat sovint com a "mien" o "mein") s'aplica als fideus de farina de blat, mentre que fěn (粉) o "fun" s'utilitza per a designar els fideus elaborats amb farina d'arròs i altres farines.
Segons el lloc i la cultura, els fideus es coneixen amb molts noms diferents. Per exemple, es coneixen amb el nom de "ramen" al Japó. Actualment són molt populars arreu del món els fideus instantanis, fideus precuinats basats en el ramen. A Corea els dangmyeon són uns fideus transparents amb els quals es fa el japchae.
A les Filipines, es fan plats de fideus anomenats pancit.

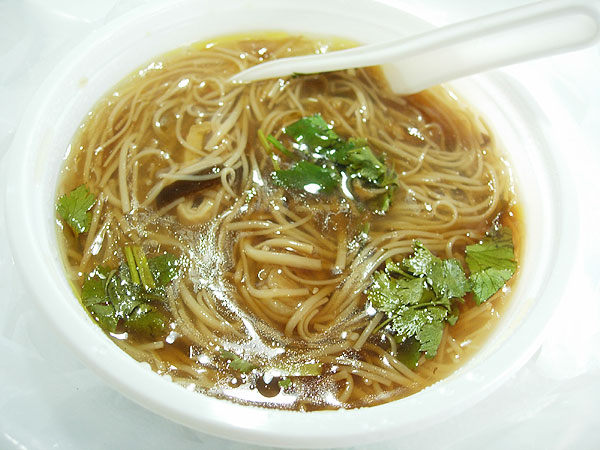
Sopa de fideus amb ostres de Taiwan

## Altres fideus
Hi ha un tipus d'espaguetis molt similars a fideus, els "spaghettini", comercialitzats sobretot a Itàlia. Aquests es venen en tires rectes sense trencar. Una altra pasta molt similar són els "capellini". El "cabell d'àngel", és un tipus de fideu molt prim. Aquest tipus de pasta és ideal per fer sopes amb brous clars. En italià es coneixen amb el nom de vermicelli, que vol dir 'cucs menuts'. Aquest nom ha estat adoptat en altres idiomes. Amb els fideus gruixuts es preparen la fideuà i els fideus a la cassola, plats típics de la gastronomia catalana.